# Kyrillos
Sankt Kyrillos (grekiska Κύριλλος; fornkyrkoslaviska: Кѷриллъ), född år 827 i Thessaloniki i Bysans, död 14 februari 869 i Rom, var en bysantinsk munk och missionär som tillsammans med sin bror Methodios utarbetade det första slaviska teckensystemet, för fornkyrkoslaviska, troligtvis det vi i dag kallar det glagolitiska alfabetet. 
Kyrillos har ofta genom historien tillskrivits skapandet av dess efterföljare att detta kommit att uppkallas efter honom: det kyrilliska alfabetet. Under sin livstid gick han under sitt dopnamn Konstantin, namnet Kyrillos fick han när han blev munk.

## Bilder

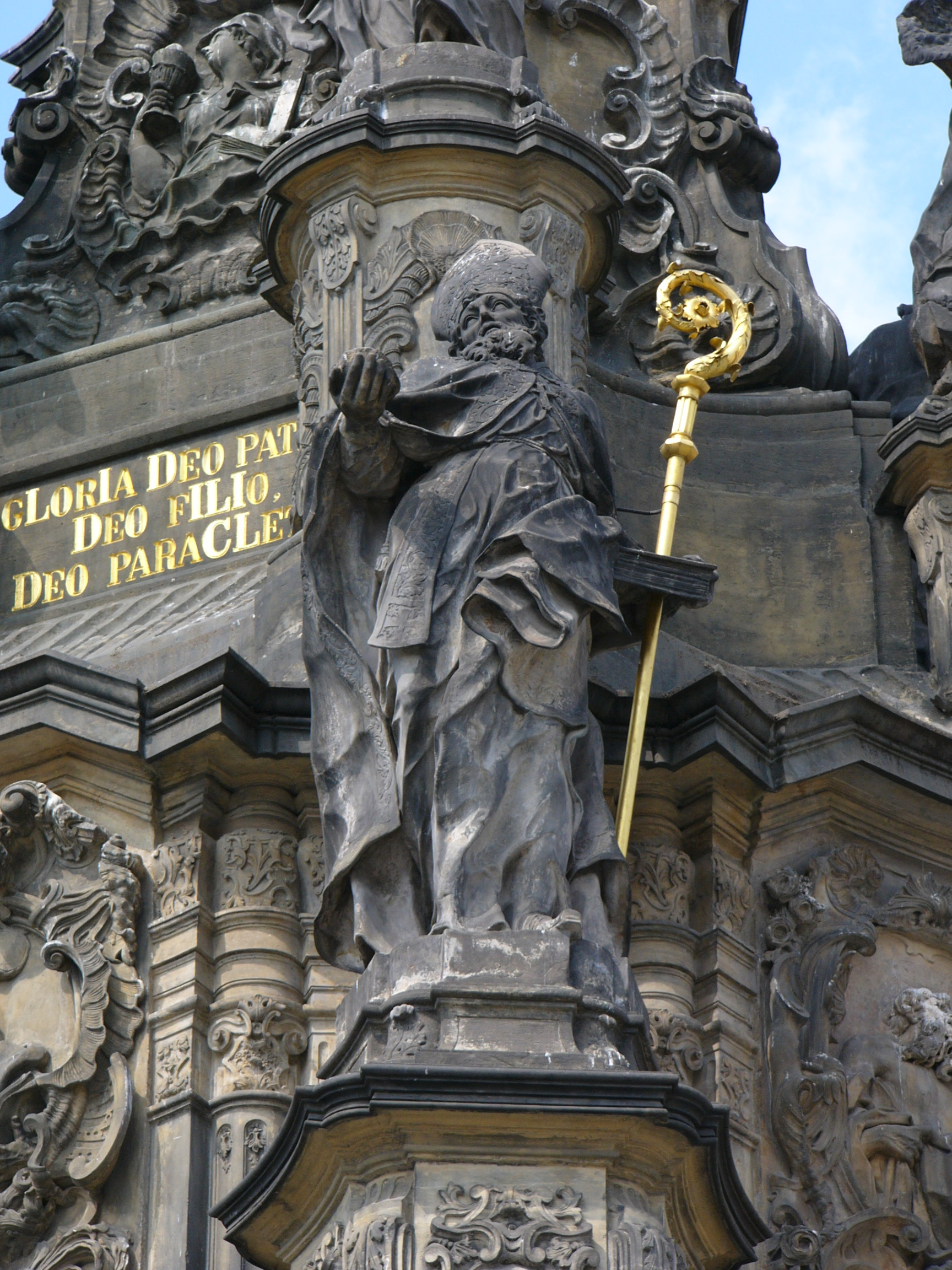
Staty föreställande Sankt Kyrillos i Olomouc, Tjeckien